# Campionato mondiale di hockey su ghiaccio - Terza Divisione 2009
Il Campionato mondiale di hockey su ghiaccio - Terza Divisione 2009 è stato un torneo di hockey su ghiaccio organizzato dall'International Ice Hockey Federation. Il torneo si è disputato fra il 10 e il 16 aprile 2009. Le sei squadre partecipanti sono state riunite in un unico gruppo. Le partite si sono svolte a Dunedin, in Nuova Zelanda. La Nuova Zelanda e la Turchia hanno concluso nelle prime due posizioni, garantendosi la partecipazione al Campionato mondiale di hockey su ghiaccio - Seconda Divisione 2010. Tuttavia la Mongolia, iscrittasi al Campionato mondiale, ha dato forfait e tutte le sue partite sono state conteggiate a tavolino come sconfitte per 5-0.

## Partecipanti
| Nazionale     | Qualificazione                                                            |
| ------------- | ------------------------------------------------------------------------- |
| Irlanda       | Sesta e retrocessa dalla Seconda Divisione - Gruppo A del 2008.           |
| Nuova Zelanda | Ospitante, sesta e retrocessa dalla Seconda Divisione - Gruppo B del 2008 |
| Lussemburgo   | Terzo nella Terza Divisione del 2008.                                     |
| Turchia       | Quarta nella Terza Divisione del 2008.                                    |
| Grecia        | Quinta nella Terza Divisione del 2008.                                    |
| Mongolia      | Sesta nella Terza Divisione del 2008.                                     |

## Incontri
| Dunedin 10 aprile 2009, ore 13:00 | Mongolia | 0 – 5 (FORFAIT) | Turchia | Dunedin Ice Stadium |

| Dunedin 10 aprile 2009, ore 16:30 | Irlanda | 3 – 7 (0-2; 1-2; 2-3) referto | Grecia | Dunedin Ice Stadium (200 spett.) |

| Dunedin 10 aprile 2009, ore 20:00 | Lussemburgo | 2 – 6 (1-1; 1-2; 0-3) referto | Nuova Zelanda | Dunedin Ice Stadium (780 spett.) |

| Dunedin 11 aprile 2009, ore 13:00 | Grecia | 5 – 0 (FORFAIT) | Mongolia | Dunedin Ice Stadium |

| Dunedin 11 aprile 2009, ore 16:30 | Irlanda | 3 – 8 (2-2; 0-5; 1-1) referto | Lussemburgo | Dunedin Ice Stadium (180 spett.) |

| Dunedin 11 aprile 2009, ore 20:00 | Nuova Zelanda | 8 – 2 (2-1; 4-1; 2-0) referto | Turchia | Dunedin Ice Stadium (560 spett.) |

| Dunedin 13 aprile 2009, ore 13:00 | Irlanda | 5 – 0 (FORFAIT) | Mongolia | Dunedin Ice Stadium |

| Dunedin 13 aprile 2009, ore 16:30 | Lussemburgo | 4 – 7 (0-1; 1-4; 3-2) referto | Turchia | Dunedin Ice Stadium (200 spett.) |

| Dunedin 13 aprile 2009, ore 20:00 | Nuova Zelanda | 4 – 3 (d.t.s.) (0-2; 2-0; 1-1) referto | Grecia | Dunedin Ice Stadium (610 spett.) |

| Dunedin 15 aprile 2009, ore 13:00 | Grecia | 2 – 7 (0-3; 0-2; 2-2) referto | Lussemburgo | Dunedin Ice Stadium (180 spett.) |

| Dunedin 15 aprile 2009, ore 16:30 | Turchia | 7 – 1 (3-0; 2-0; 2-1) referto | Irlanda | Dunedin Ice Stadium (170 spett.) |

| Dunedin 15 aprile 2009, ore 20:00 | Mongolia | 0 – 5 (FORFAIT) | Nuova Zelanda | Dunedin Ice Stadium |

| Dunedin 16 aprile 2009, ore 13:00 | Turchia | 7 – 1 (4-1; 3-0; 0-0) referto | Grecia | Dunedin Ice Stadium (250 spett.) |

| Dunedin 16 aprile 2009, ore 16:30 | Lussemburgo | 5 – 0 (FORFAIT) | Mongolia | Dunedin Ice Stadium |

| Dunedin 16 aprile 2009, ore 20:00 | Nuova Zelanda | 9 – 0 (1-0; 3-0; 5-0) referto | Irlanda | Dunedin Ice Stadium (1.210 spett.) |

## Classifica
| Pos. |               | PG       | V        | VOT      | POT      | P        | GF       | GS       | DR       | Pt       |
| 1.   | Nuova Zelanda | 5        | 4        | 1        | 0        | 0        | 32       | 7        | +25      | 14       |
| 2.   | Turchia       | 5        | 4        | 0        | 0        | 1        | 28       | 14       | +14      | 12       |
| 3.   | Lussemburgo   | 5        | 3        | 0        | 0        | 2        | 26       | 18       | +8       | 9        |
| 4.   | Grecia        | 5        | 2        | 0        | 1        | 2        | 18       | 21       | -3       | 7        |
| 5.   | Irlanda       | 5        | 1        | 0        | 0        | 4        | 12       | 31       | -19      | 3        |
| 6.   | Mongolia      | Ritirata | Ritirata | Ritirata | Ritirata | Ritirata | Ritirata | Ritirata | Ritirata | Ritirata |

## Riconoscimenti individuali
- Miglior portiere: Ntalimpor Ploutsis -  Grecia
- Miglior difensore: Gokturk Tasdemir -  Turchia
- Miglior attaccante: Brett Speirs -  Nuova Zelanda

## Classifica marcatori
| Giocatore         | PG | G | A | Pt | +/- | MP |
| ----------------- | -- | - | - | -- | --- | -- |
| Robert Beran      | 4  | 4 | 8 | 12 | 0   | 20 |
| Brett Speirs      | 4  | 5 | 5 | 10 | +5  | 0  |
| Benny Welter      | 4  | 6 | 3 | 9  | 0   | 2  |
| Braden Lee        | 4  | 3 | 5 | 8  | +5  | 10 |
| Emrah Ozmen       | 4  | 5 | 2 | 7  | +6  | 18 |
| Serkan Yapicilar  | 4  | 5 | 2 | 7  | +3  | 20 |
| Yavuz Karakoc     | 4  | 3 | 4 | 7  | +5  | 12 |
| Alper Solak       | 4  | 2 | 5 | 7  | +4  | 2  |
| Chris Eaden       | 4  | 4 | 2 | 6  | +5  | 4  |
| Dimitrios Kalyvas | 4  | 3 | 3 | 6  | -5  | 20 |

Fonte: IIHF.com

## Classifica portieri
| Giocatore          | Min    | TC  | GS | SO | MGS  | Sv%   |
| ------------------ | ------ | --- | -- | -- | ---- | ----- |
| Rick Parry         | 120:00 | 45  | 2  | 1  | 1.00 | 95.56 |
| Eray Atali         | 209:11 | 98  | 10 | 0  | 2.87 | 89.80 |
| Ntalimpor Ploutsis | 221:07 | 175 | 19 | 0  | 5.16 | 89.14 |
| Michel Welter      | 180:00 | 116 | 13 | 0  | 4.33 | 88.79 |
| Zak Nothling       | 121:07 | 33  | 5  | 1  | 2.48 | 84.85 |

Fonte: IIHF.com